# کردیت سوئیس
کردیت سوئیس گروپ آگ (به آلمانی: Credit Suisse Group AG) شرکت خدمات مالی و بانکداری سوئیسی است، که شعبه مرکزی آن، در شهر زوریخ قرار دارد. این مؤسسه، بانک کردیت سوئیس و چندین شرکت سرمایه‌گذاری و خدمات مالی را در کشور سوئیس، مدیریت می‌نماید.
گروه کردیت سوئیس، به عنوان یک شرکت سهامی، از چهار بخش تشکیل شده، که عبارتند از: بانکداری سرمایه‌گذاری، بانکداری اختصاصی، مدیریت دارایی و بازاریابی.
کردیت سوئیس در سال ۱۸۵۶ توسط آلفرد ایشر تأسیس شد. این شرکت، با هدف تأمین مالی پروژهٔ توسعهٔ سامانه راه‌آهن سوئیس راه‌اندازی شد. شرکت کردیت سوئیس با صدور وام‌هایی به ایجاد شبکه‌های برق‌رسانی سوئیس و سامانه‌های راه‌آهن اروپا، کمک شایانی کرد. این شرکت همچنین به توسعه سامانه ارزی این کشور و ایجاد کارآفرینی در سوئیس نیز، کمک نمود.